# Purwasari (Cicurug)
Purwasari is een bestuurslaag in het regentschap Sukabumi van de provincie West-Java, Indonesië. Purwasari telt 9570 inwoners (volkstelling 2010).